# Stockholms stadion
Stockholms stadion, także: Stockholms Olympiastadion – stadion położony w Sztokholmie. Obiekt, zaprojektowany przez Torbena Gruta, został otwarty w 1912 roku jako główna arena organizowanych wtedy w Sztokholmie Letnich Igrzysk Olimpijskich. Od tego czasu były tu organizowane liczne zawody sportowe, w szczególności piłkarskie oraz lekkoatletyczne (DN Galan), jednak na tym stadionie było rozgrywanych 50 Mistrzostw Szwecji w bandy. Na tym obiekcie organizowane były koncerty takich artystów jak Michael Jackson, The Rolling Stones, Depeche Mode, Metallica, Kiss, Iron Maiden, Guns N’ Roses, Robbie Williams czy Kent. Fińsko-szwedzkie zawody lekkoatletyczne były tu rozgrywane 29 razy. Obiekt może pomieścić od 13 145 do 14 500 kibiców, na koncertach do 35 000 widzów. Początkowo północno-zachodnie trybuny miały dwa poziomy co zwiększało pojemność stadionu do około 20 000, jednak po Igrzyskach zredukowano je do jednego poziomu.

## Rekordy
Rekord frekwencji na meczu piłki nożnej wynosi 21 995, kiedy to tyle kibiców zasiadło na meczu Djurgårdens IF grało z AIK Solną. Rekord frekwencji na rozgrywkach bandy wynosi natomiast 28 848 i został ustanowiony w roku 1959. Największą frekwencję na koncercie zanotowano natomiast, kiedy na koncert Michaela Jacksona przyszło na stadion około 53 000 ludzi. Na Stadionie Olimpijskim w Sztokholmie zostało pobitych najwięcej na świecie rekordów lekkoatletycznych. Obiekt ten jest również jednym z najmniejszych, na których organizowane były Igrzyska Olimpijskie.

## Galeria

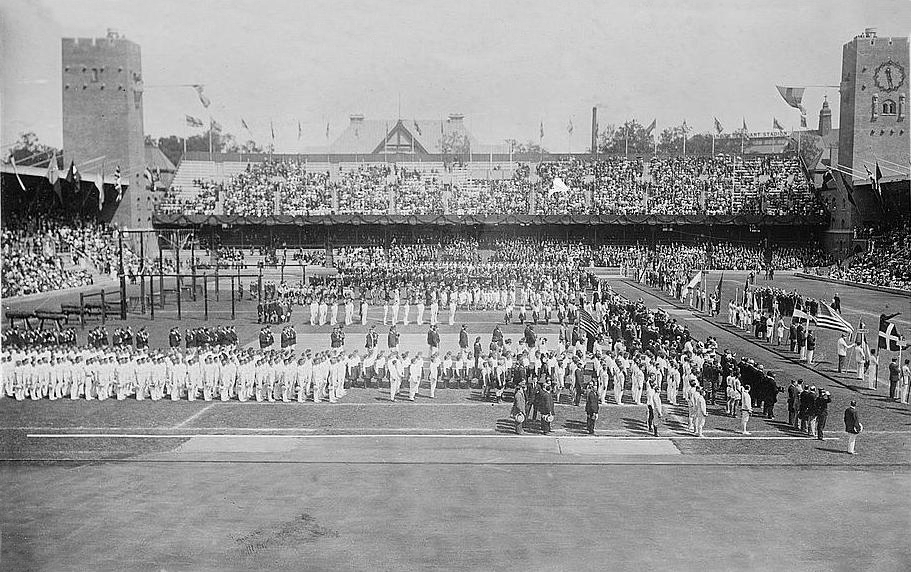
Ceremonia otwarcia Igrzysk Olimpijskich 1912
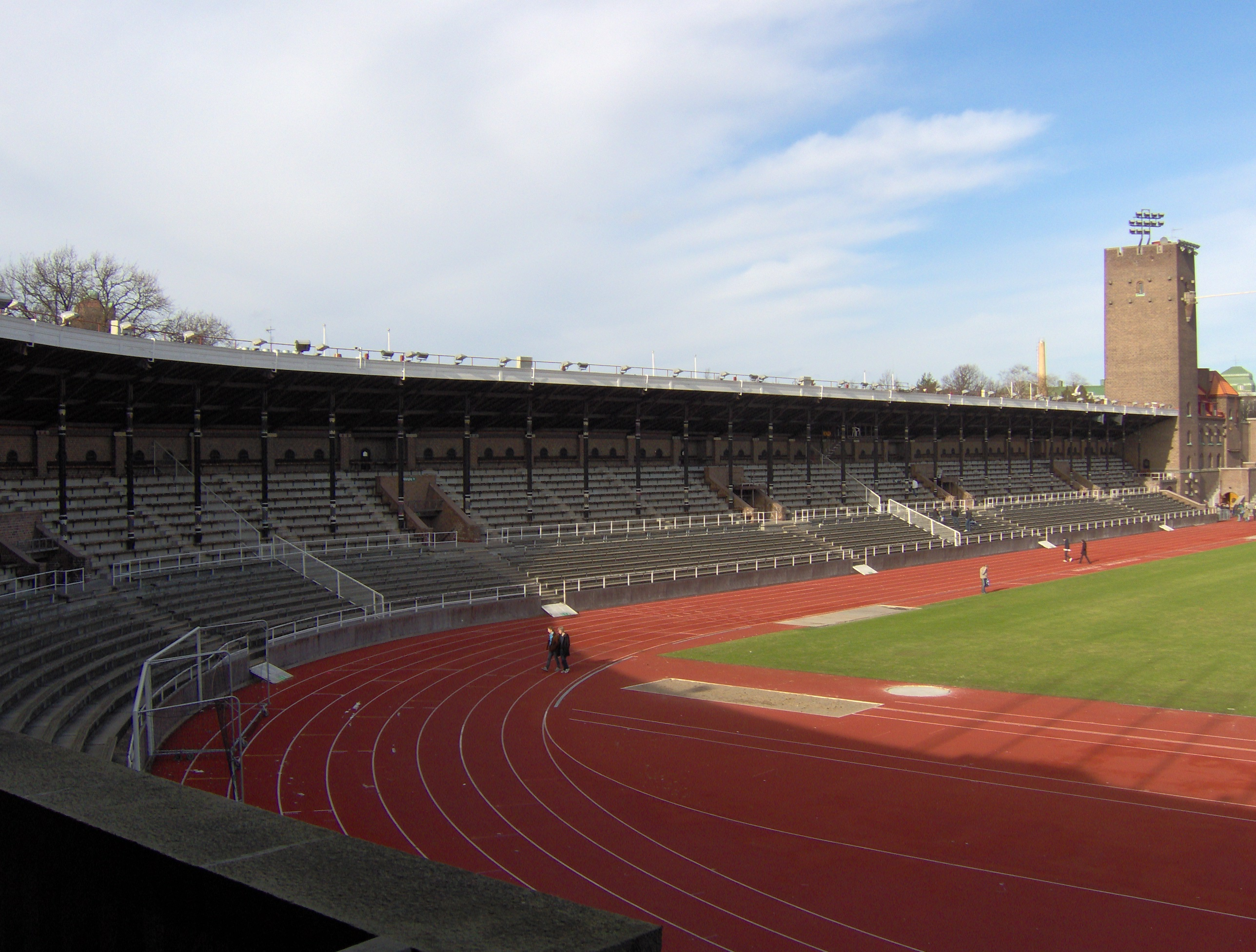
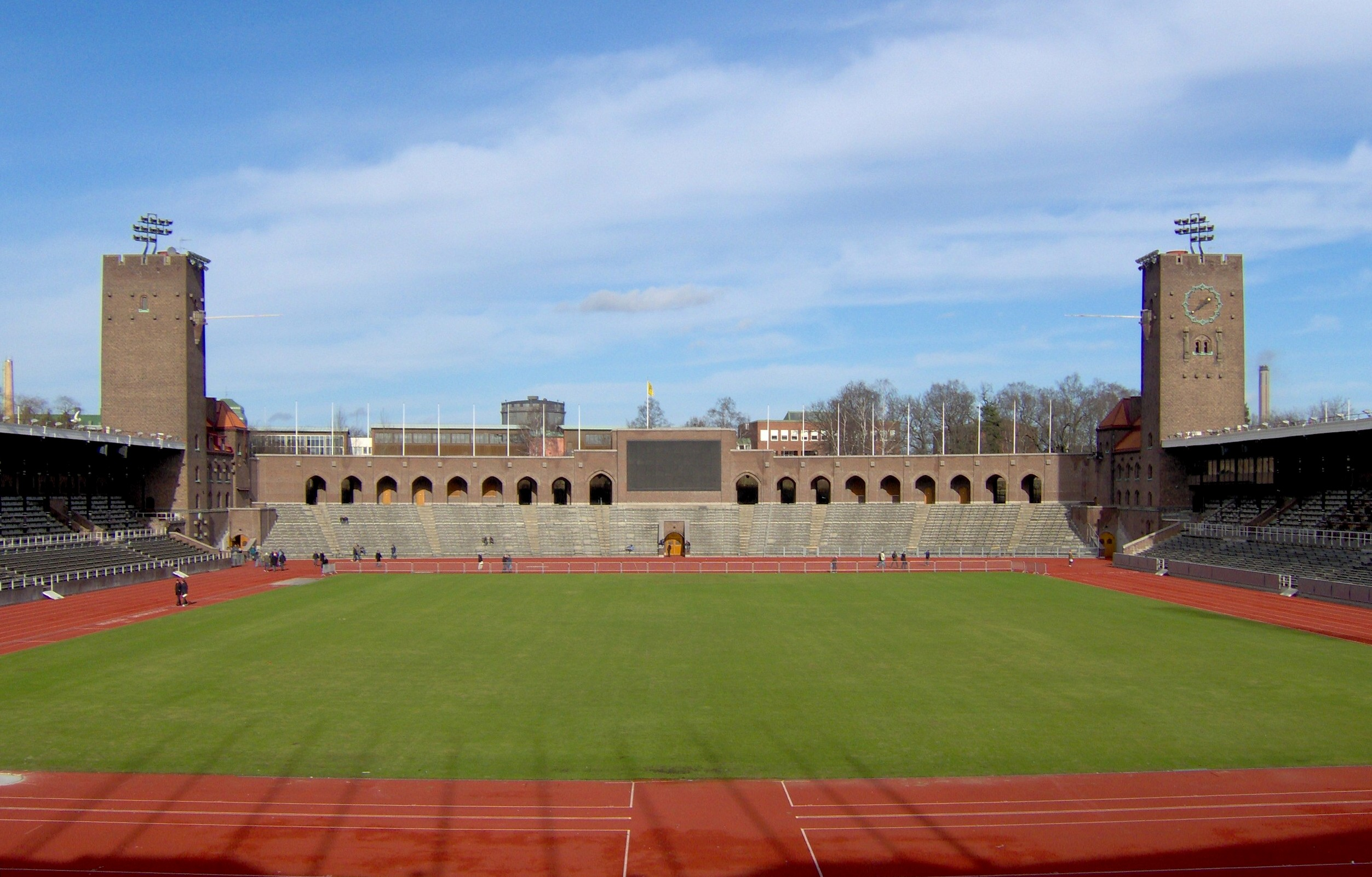
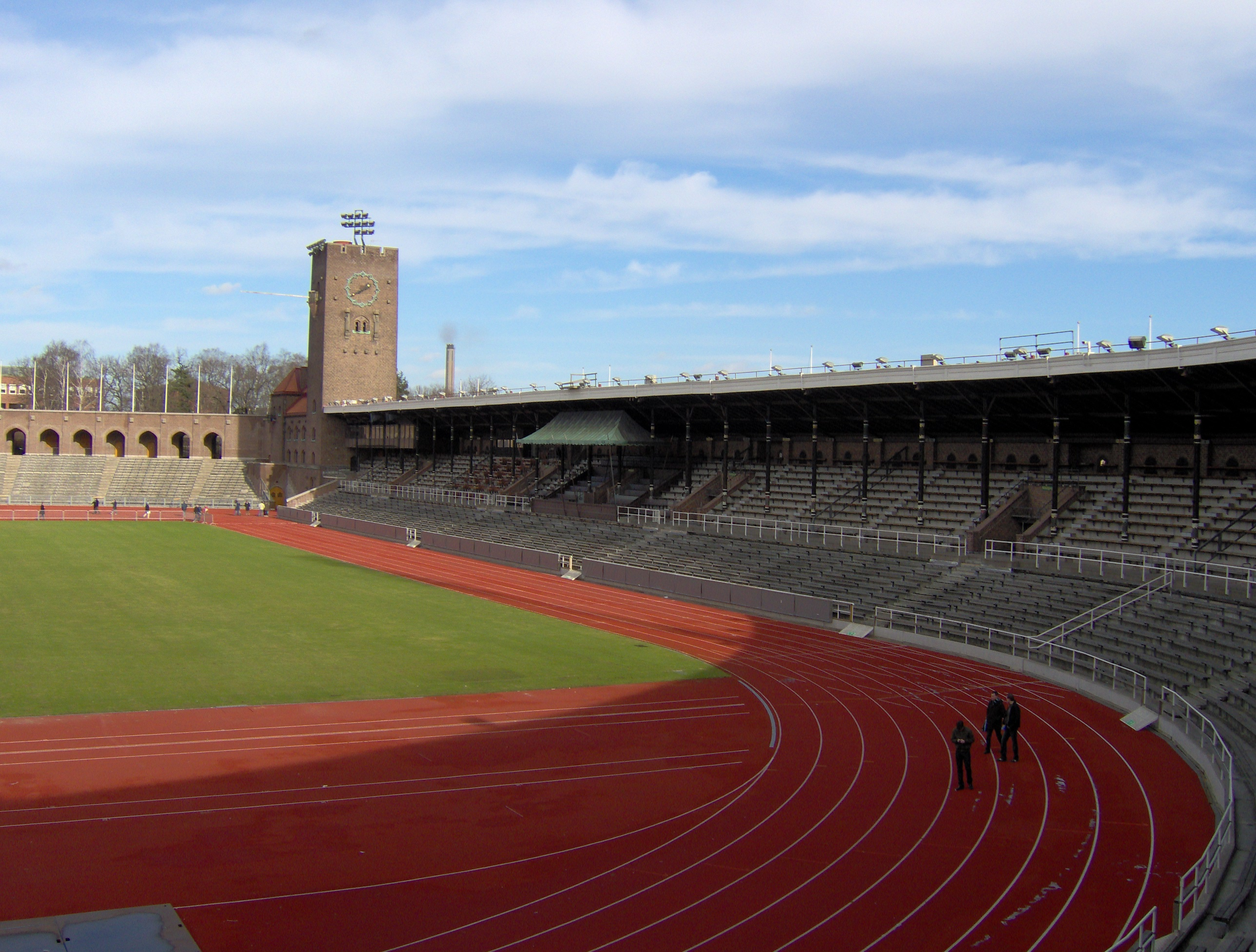